# Богомоловка (Гомельская область)
Богомоловка (бел. Багамолаўка) — посёлок в Кривском сельсовете Буда-Кошелёвского района Гомельской области Белоруссии.

## География

### Расположение
В 15 км на юго-запад от районного центра и железнодорожной станции Буда-Кошелёвская (на линии Жлобин — Гомель), 34 км от Гомеля.

### Гидрография
На севере начинается река Иволька (приток река Уза).

## Транспортная сеть
Рядом автодорога Жлобин — Гомель.
Планировка состоит из короткой прямолинейной улицы, ориентированной с юго-востока на северо-запад и застроенной деревянными домами усадебного типа.

## История
Основан во второй половине XIX века как хутор в Чеботовичской волости Гомельского уезда Могилёвской губернии.
В 1926 году располагалось почтовое отделение. В 1930 году жители деревни вступили в колхоз. В 1959 году в составе колхоза имени В. И. Чапаева (центр — деревня Кривск).

## Население

### Численность
- 2004 год — 9 хозяйств, 11 жителей.

### Динамика
- 1897 год — 2 двора, 28 жителей (согласно переписи).
- 1926 год — 10 дворов, 72 жителя.
- 1959 год — 46 жителей (согласно переписи).
- 2004 год — 9 хозяйств, 11 жителей.